# Eparchia kurska
Eparchia kurska – jedna z eparchii Rosyjskiego Kościoła Prawosławnego, z siedzibą w Kursku. Jej obecnym ordynariuszem jest metropolita German (Moralin), zaś funkcję katedry pełni sobór Ikony Matki Bożej „Znak” w Kursku. 
Eparchia powstała w 1799; w roku tym katedra biskupia znajdująca się dotąd w Biełgorodzie została przeniesiona do Kurska. Od wymienionego roku do 1905 nosiła nazwę kurskiej i biełgorodzkiej, następnie do 1943 – kurskiej i obojańskiej, od 1943 do 1993 – ponownie pierwotną nazwę. W 1995 wydzielono z niej odrębną eparchię biełgorodzką i starooskolską.

## Biskupi kurscy
- Teoktyst (Moczulski), 1799–1801
- Eugeniusz (Kazancew), 1818–1822
- Włodzimierz (Użynski), 1822–1831
- Innocenty (Sielnokrinow), 1831–1832
- Heliodor (Czistiakow), 1832–1860
- Sergiusz (Lapidiewski), 1861–1880
- Efrem (Riazanow), 1880–1883
- Michał (Łuzin), 1883–1887
- Justyn (Ochotin), 1887–1893
- Juwenaliusz (Połowcew), 1893–1898
- Laurenty (Niekrasow), 1898–1904
- Pitirim (Oknow), 1904–1911
- Stefan (Archangielski), 1911–1914
- Tichon (Wasilewski), 1914–1917
- Teofan (Gawriłow), 1917–1919
- Nazariusz (Kiriłłow), 1919–1923
- Juwenaliusz (Masłowski), 1923–1925
- Nazariusz (Kiriłłow), 1925–1928
- Damian (Woskriesienski), 1928–1932
- Onufry (Gagaluk), 1933–1935
- Chryzogon (Iwanowski), 1935, nie objął urzędu[6]
- Aleksander (Szczukin), 1935, nie objął urzędu
- Artemon (Jewstratow), 1935–1937[7]
- Teodozjusz (Kirika), 1937
- Efrem (Jefriemow), 1937
- Pitirim (Swiridow), 1943–1947
- Aleksy (Siergiejew), 1947–1948
- Nestor (Sidoruk), 1948–1951
- Innocenty (Zielnicki), 1951–1958
- Roman (Tang), 1958–1959
- Leonid (Polakow), 1959–1962
- Serafin (Nikitin), 1962–1971
- Mikołaj (Byczkowski), 1971–1974
- Chryzostom (Martiszkin), 1974–1984
- Juwenaliusz (Tarasow), 1984–2004
- German (Moralin), od 2004